# David Haviland
David Brant Haviland (* 22. Juli 1961 in Bar Harbor, Maine) ist ein schwedisch-amerikanischer Physiker, Professor für Nanostrukturphysik und mesoskopische Physik an der Königlich Technischen Hochschule in Schweden.

## Leben und Wirken
Haviland wuchs in Ames, Iowa, auf und studierte von 1979 bis 1983 Physik am Union College, New York. Im Rahmen des Fulbright-Programms 1983/84 war er an der Universität Göttingen tätig. Seinen Doktortitel erhielt er 1989 unter Allen M. Goldman an der Universität von Minnesota mit der Arbeit The Onset of Superconductivity in the Two Dimensional Disordered Systems. Zwischen 1989 und 1997 arbeitete und habilitierte er sich an der Technischen Hochschule Chalmers in Göteborg, bevor er 1997 als Professor an die Königlich Technische Hochschule (KTH) in Stockholm wechselte.
Er forscht auf dem Gebiet der Grundlagen- und angewandten Physik der mesoskopischen kondensierten Materie. Sein Forschungsschwerpunkt liegt auf dem Quantenphasenübergang von supraleitenden Isolatoren in dünnen Filmen und verwandten Phänomenen in einzelnen Josephson-Kontakten und SQUIDs. Außerdem entwickelt er experimentelle und theoretische Methoden zur Untersuchung nichtlinearer dynamischer Systeme durch Messung und Analyse der Intermodulation (Frequenzmischung). Diese Methode wurde patentiert und für den Einsatz in der Rasterkraftmikroskopie entwickelt. Haviland hat über 100 begutachtete Artikel veröffentlicht.
Haviland wurde 2008 mit dem Wallmark-Preis „für seine Entdeckungen zur Entwicklung der mesoskopischen Physik“ ausgezeichnet. Er wurde 2011 zum Mitglied der Königlich Schwedischen Akademie der Wissenschaften gewählt, und ist derzeit Mitglied des Nobelkomitees für Physik.

## Schriften (Auswahl)
- mit Y. Liu und A. M. Goldman: Onset of superconductivity in the two-dimensional limit. In: Phys. Rev. Lett. Band 62, Nr. 18, 1989, S. 2180–2183, doi:10.1103/PhysRevLett.62.2180.
- mit L. S. Kuzmin: Observation of the Bloch oscillations in an ultrasmall Josephson junction. In: Phys. Rev. Lett. Band 67, Nr. 20, 1991, S. 2890–2893, doi:10.1103/PhysRevLett.67.2890.
- mit Y. Liu, B. Nease und A. M. Goldman: Insulator-to-superconductor transition in ultrathin films. In: Phys. Rev. B. Band 47, Nr. 10, 1993, S. 5931–5946, doi:10.1103/PhysRevB.47.5931.
- mit Per Delsing: Cooper-pair charge solitons: The electrodynamics of localized charge in a superconductor. In: Phys. Rev. B. Band 54, Nr. 10, 1996, S. R6857-R6860, doi:10.1103/PhysRevB.54.R6857.
- mit Karin Andersson und Peter Agren: Superconducting and Insulating Behavior in One-Dimensional Josephson Junction Arrays. In: Journal of Low Temperature Physics. Band 118, 2000, S. 733–749, doi:10.1023/A:1004603814529 (arxiv.org [PDF]).
- mit M. Urech, V. Korenivski und N. Poli: Direct Demonstration of Decoupling of Spin and Charge Currents in Nanostructures. In: Nano Lett. Band 6, Nr. 4, 2006, S. 871–874, doi:10.1021/nl052075c (arxiv.org [PDF]).
- mit Daniel Platz, Erik A. Tholén und Devrim Pesen: Intermodulation atomic force microscopy. In: Appl. Phys. Lett. Band 92, Nr. 15, 2008, S. 153106, doi:10.1063/1.2909569.
- mit Daniel Forchheimer, Daniel Platz und Erik A. Tholén: Model-based extraction of material properties in multifrequency atomic force microscopy. In: Phys. Rev. B. Band 85, Nr. 19, 2012, S. 195449, doi:10.1103/PhysRevB.85.195449 (archive.org [PDF]).
- mit Riccardo Borgania: Intermodulation spectroscopy as an alternative to pump-probe for the measurement of fast dynamics at the nanometer scale. In: Review of Scientific Instruments. Band 90, 2019, S. 013705, doi:10.1063/1.5060727.